# Риос, Алексей Мануэлевич
Алексе́й Мануэ́левич Ри́ос (бел. Аляксей Мануэлевіч Рыас; р. 14 мая 1987, Минск) — белорусский футболист, полузащитник.

## Карьера
Первые 10 лет карьеры выступал за солигорский «Шахтёр». В основном составе дебютировал в 2006 году. Сначала выходил на замену, с 2011 года стал часто появляться в стартовом составе. Любимая позиция на поле — правый полузащитник, но может одинаково опасно играть на обоих флангах. В декабре 2013 года продлил контракт с горняками. В сезоне 2014 продолжал играть в основе, обычно на позиции левого полузащитника, иногда опускался в зону защиты.
В декабре 2014 года перешёл в борисовский БАТЭ. Сезон 2015 начал, выходя на замену, позднее стал появляться и в стартовом составе. Начало сезона 2016 пропустил из-за травмы, после восстановления стал выходить на замену, в июле закрепился в стартовом составе борисовчан. В сезоне 2017 стал выступать на позиции правого защитника, в июле получил травму, через месяц вернулся в стартовый состав. Начало сезона 2018 пропустил из-за травмы, в июне вернулся в команду. В сезоне 2019 оставался игроком стартового состава, только в мае и октябре не играл из-за травм. В декабре стало известно, что Риос покидает БАТЭ.
В январе 2020 года перешёл в минское «Динамо». В сезоне 2020 выходил в стартовом составе команды, однако в январе 2021 года был переведён в дубль и перестал появляться на поле. Большую часть сезона 2021 провёл в дубле, только с сентября стал иногда привлекаться в основную команду. В декабре по окончании контракта покинул столичный клуб.
В июле 2022 года возобновил свою карьеру, присоединившись к команде СДЮШОР БФСО «Динамо» из Второй Лиги.

### В сборной
В начале 2016 года интерес к Риосу стали проявлять функционеры национальной сборной Перу, однако полузащитник так и не сыграл за южноамериканскую команду. 31 августа 2016 года дебютировал в национальной сборной Беларуси в товарищеском матче против Норвегии (1:0).

## Личная жизнь
Отец — выходец из Перу, мать — белоруска. Есть родной брат. Женат.

## Достижения
«Шахтёр»
- Серебряный призёр чемпионата Беларуси (4): 2010, 2011, 2012, 2013
- Бронзовый призёр чемпионата Беларуси (3): 2006, 2007, 2014
- Обладатель Кубка Беларуси: 2013/14

 БАТЭ
- Чемпион Беларуси (4): 2015, 2016, 2017, 2018
- Серебряный призёр чемпионата Беларуси: 2019
- Обладатель Кубка Беларуси: 2014/15
- Обладатель Суперкубка Беларуси (3): 2015, 2016, 2017

 «Динамо» (Минск)
- Бронзовый призёр чемпионата Беларуси: 2021

### Личные
- Два раза включался БФФ в список 22 лучших футболистов чемпионата Беларуси: 2016, 2017

## Статистика

### В сборной
Матчи и голы за национальную сборную.
| №  | Дата            | Место проведения | Оппонент           | Счёт | Голы | Соревнование                  |
| -- | --------------- | ---------------- | ------------------ | ---- | ---- | ----------------------------- |
| 1  | 31 августа 2016 | Осло             | Норвегия           | 1:0  | —    | Товарищеский матч             |
| 2  | 7 октября 2016  | Роттердам        | Нидерланды         | 1:4  | 1    | Отборочный матч ЧМ-2018       |
| 3  | 9 ноября 2016   | Пирей            | Греция             | 1:0  | —    | Товарищеский матч             |
| 4  | 25 марта 2017   | Стокгольм        | Швеция             | 0:4  | —    | Отборочный матч ЧМ-2018       |
| 5  | 28 марта 2017   | Скопье           | Северная Македония | 0:3  | —    | Товарищеский матч             |
| 6  | 12 июня 2017    | Минск            | Новая Зеландия     | 1:0  | —    | Товарищеский матч             |
| 7  | 3 сентября 2017 | Борисов          | Швеция             | 0:4  | —    | Отборочный матч ЧМ-2018       |
| 8  | 7 октября 2017  | Борисов          | Нидерланды         | 1:3  | —    | Отборочный матч ЧМ-2018       |
| 9  | 13 ноября 2017  | Кутаиси          | Грузия             | 2:2  | —    | Товарищеский матч             |
| 10 | 15 октября 2018 | Минск            | Молдова            | 0:0  | —    | Лига наций 2018/2019 (Лига D) |

Итого: 10 матчей / 1 гол; 3 победы, 2 ничьих, 5 поражений.